# Ейдетична памет
Ейдетичната памет (наричана още ейдетизъм, а разговорно също и фотографска памет) е специфичен вид сетивна, предимно зрителна памет. Тя се проявява в способността да се запомнят поне за кратко време, ясно и с висока точност образи, след като са видени само веднъж, без помощта на мнемоника. Въпреки, че понятията „ейдетична памет“ и „фотографска памет“ често се използват с един и същи смисъл, те се и разграничават, като ейдетичната се отнася за способността спомените да се разглеждат като снимки за няколко минути, а фотографската – за способността да се помнят до най-малки подробности страници с текст, числа и др. Когато понятията се разглеждат като различни, наблюдения на ейдетична памет са докладвани при малък брой деца и се счита за феномен, обикновено ненаблюдаван при възрастни, докато истински фотографска памет никога не е представяно, че съществува.